# Comune di Stubbekøbing
Il comune di Stubbekøbing fino al 1º gennaio 2007 è stato un comune danese situato nella contea dello Storstrøm, il comune aveva una popolazione di 6 794 abitanti (2006) e una superficie di 156,41 km². Capoluogo era la cittadina omonima.
Dal 1º gennaio 2007, con l'entrata in vigore della riforma amministrativa, il comune è stato soppresso e accorpato ai comuni di Nykøbing Falster, Nysted, Nørre Alslev, Sakskøbing e Sydfalster per dare luogo al neo-costituito comune di Guldborgsund compreso nella regione della Selandia (Sjælland).